# Il est charmant
Pour plus de détails, voir Fiche technique et Distribution.
Il est charmant est un film français réalisé par Louis Mercanton, sorti en 1932, adaptation de l'opérette Il est charmant de Raoul Moretti et Albert Willemetz.

## Synopsis
Jacques (Henri Garat) un étudiant en droit oisif ne pense qu'à faire la fête et ce jusqu'à la veille de l'examen. En chemin pour la faculté, il drague Jacqueline une jeune étudiante (Meg Lemonnier), réussit aux épreuves écrites en trichant mais se fait recaler à l'oral. Il se console en allant faire la fête avec ses camarades au grand dam de Jacqueline. Son père lui ayant acheté une charge de notaire à Riom, il s'y rend et engage Jacqueline comme premier clerc...

## Fiche technique
- Titre : Il est charmant
- Réalisation : Louis Mercanton
- Scénario : inspiré de l'opérette de Raoul Moretti et Albert Willemetz qui en fit l'adaptation
- Direction artistique: René Renoux
- Photographie : Harry Stradling Sr.
- Montage : Roger Mercanton
- Musique : Raoul Moretti
  - chanson à succès : « En parlant un peu de Paris »  (H. Garat)
- Société de production : Studios Paramount
- Format : Noir et blanc - Son mono (Western Electric)  - 1,37:1
- Genre : Comédie en musique
- Durée : 87 minutes
- Année de sortie : 1932

## Distribution
- Meg Lemonnier : Jacqueline
- Henri Garat : Jacques
- Baron fils : Monsieur Poitou
- Moussia : Gaby
- Dranem : Émile Barbarin
- Suzette O'Nil : la dactylo
- Jean Mercanton : le chasseur
- Armande Cassive : la présidente
- Marthe Derminy : Madame de la Tremblade
- Pierre Moreno : Ludovic de la Tremblade
- Dominique Bonnaud, Jacques Ferny, Vincent Hyspa, Gaston Secrétan et Paul Weil : les bustes
- Rachel Carlez : la capitaine des girls
- Bazin : Antoine
- Jean Granier : un boy
- Les 24 Mangan Tillerettes Girls